# Himno a la Madre
El Himno a la Madre es un himno hispanoamericano dedicado a las madres. El himno varía según el país y existen distintas versiones en Bolivia, Honduras y la República Dominicana. El himno es popular en particular durante las celebraciones del día de la Madre.
En Honduras, el Himno a la Madre se enseña en casi todas las escuelas primarias del país y suele ser cantado por niños durante eventos escolares o religiosos en celebración al día de la Madre.

## Letra

### Versión boliviana
La versión boliviana data del 27 de mayo de 1812 en honor a las mujeres de Cochabamba. El himno fue escrito por Roberto Bustamante y la música fue compuesta por el compositor Filomeno Rivera.

Himno a la Madre (Bolivia)
Palpitantes de amor y de anhelo

a la madre elevemos la voz

dirigiendo su imagen al cielo

cual si fuera la imagen de Dios.

En la madre el pesar se depura

la grandeza en su vida se encierra

bendigamos su inmensa ternura

nuestra dicha suprema en la tierra.

Abnegada soporta las cruces,

que por buena le carga el dolor,

es la ostia su frente de luces,

y su pecho es el cáliz de amor.

Palpitantes de amor y de anhelo...

Hoy la ciñen laureles y palmas,

y por ella con hondo fervor

en plegarias se tornan las almas

y la espina conviértase en flor.

Palpitantes de amor y de anhelo...

### Versión dominicana
La versión dominicana data de principios del siglo XX y fue escrita por la poeta Trina de Moya, esposa del presidente dominicano Horacio Vásquez.

Himno a las Madres (República Dominicana)
¡Venid los moradores

del campo y la ciudad,

y entonemos un himno

de intenso amor filial!

Cantemos de las madres

la ternura, el afán

y su noble atributo

de abnegación sin par.

Celebremos todos la fiesta más bella,

la que más conmueve nuestro corazón;

fiesta meritoria, que honramos con ella

a todas las madres de la creación.

¡Quien, como una madre, con su dulce canto,

nos disipa el miedo, nos calma el dolor,

con solo brindarnos su regazo santo,

con solo cantarnos baladas de amor!

De ella aprende el niño la sonrisa tierna,

el joven la noble, benéfica acción;

recuerda el anciano la oración materna

y en su alma florece la resignación.

Venid los moradores…

### Versión hondureña
La versión hondureña data de principios del siglo XX y fue escrita por el poeta hondureño Augusto C. Coello y la música fue compuesta por el compositor hondureño Rafael Coello Ramos.

Himno a la Madre (Honduras)
En el nombre de Madre se encierra

la más alta expresión del amor

porque no puede haber en La Tierra

una imagen mas clara de Dios

Cuando abrimos los ojos inquietos

al primer resplandor de la vida

en su pálida Faz conmovida

nuestra dulce y primera visión.

Y al entrar al innoto camino

a su sombra Benéfica y Santa

cada espina que hirió nuestra planta

la convierten sus manos en flor.

Como un culto hoy Honduras consagra

a su sombra benéfica y santa

Madre que eres consuelo en el llanto

la esperanza, el amor y la paz.

Que tu excelsa virtud traspasando

el misterio de edades remotas

se dilata en las cálidas notas

que palpitan con esta canción…